# テュンゲン

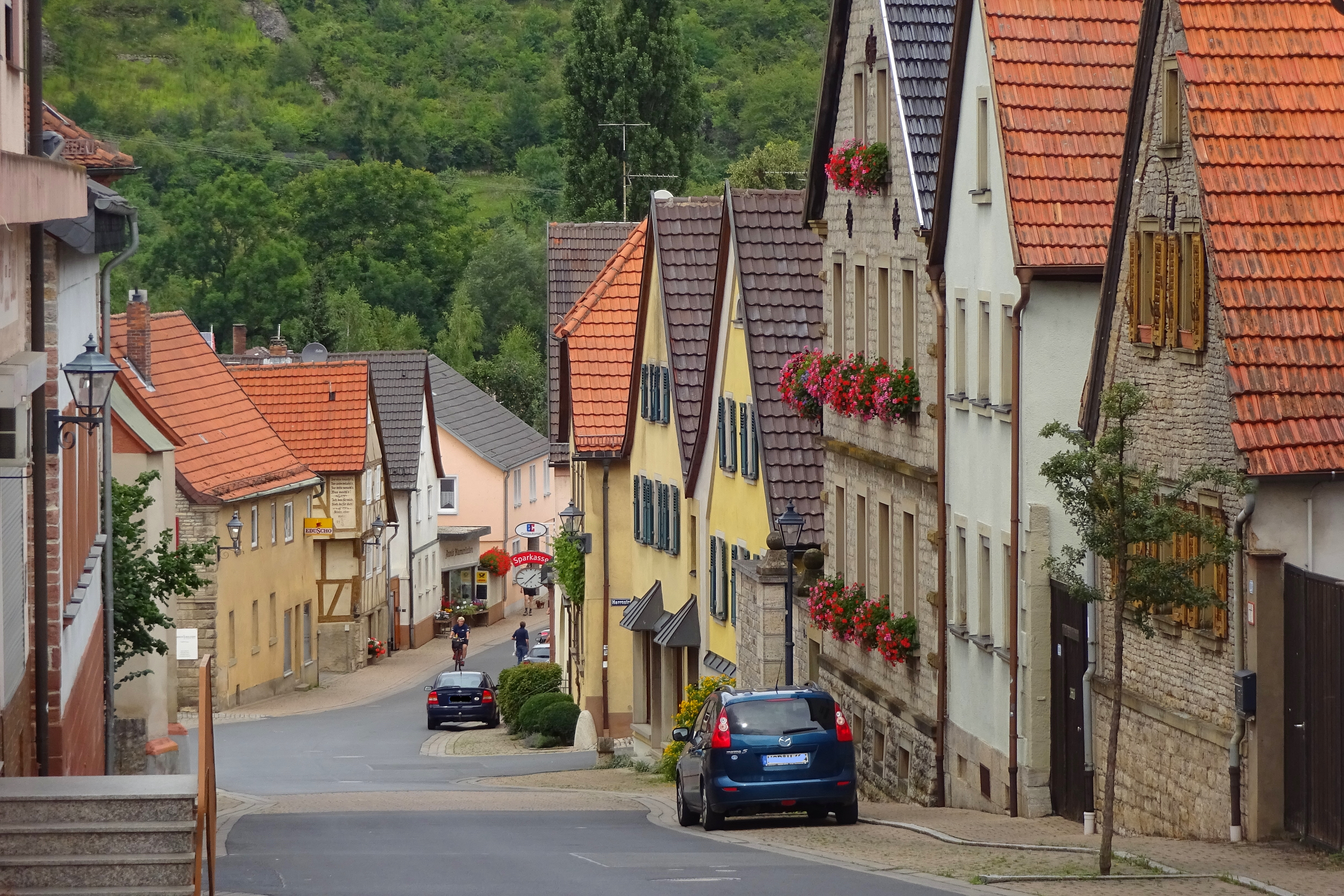
テュンゲンのハウプト通り

テュンゲン ( Thüngen) は、ドイツ連邦共和国バイエルン州ウンターフランケン行政管区のマイン＝シュペッサルト郡に属す市場町である。この町はツェリンゲン行政共同体に加盟している。

## 地理

### 位置
テュンゲンは、ヴュルツブルク地方に位置している。ヴュルツブルクの北 25 km、シュヴァインフルトの西 30 km にあたり、マインドライエック北部のヴェルン川沿いに位置している。

### 自治体の構成
テュンゲンは単一のオルトシャフト（行政上の地区）からなる。ゲマルクング（不動産上の地区）もテュンゲンのみである。

## 地名

### 語源
地名「テュンゲン」(Thüngen) の由来は、実際には明かでない。以下の3つの説がある。
- テュンゲンは、Thing に由来する。Ding、歴史上は Thing（ゲルマン語、古ノルド語、新アイルランド語: Þing、北ゲルマン語群: Ting, Thie, Tie）は古いゲルマン法に基づく民会、裁判集会を意味する。地名は、この集落でそうした集会が行われていたことを示している。
- Thungidi または Tungede は、ケルト語由来で、元々ローマ人によるこの集落の呼び名に由来する。
- この町の名称は、古高ドイツ語で「地下室」を意味する語 thung に由来する。これに複数形の語尾 -idi がついて派生した[3]。

### 古い表記
この町は、様々な古地図や史料に以下のような表記で記されている。
| - 788年 Tungede - 790年 Tungide - 1100年 Duengethi - 1135年 Tungedin - 1136年 Tungeden | - 1259年 Tungede - 1303年 Tungden - 1325年 Tuengede - 1345年 Tuengen - 1536年 Thüngen |

## 歴史
テュンゲン集落は、788年4月19日に初めて文献に記録されている。
1200年頃までこの集落はヘネベルク伯の統治下にあった。この領主家が断絶した後、ある騎士家がこれを引き継ぎ、後にこの集落にちなんでテュンゲン家を名乗った。テュンゲンの歴史は、この貴族家の歴史と強く結びついている。この一門は後にフランケン騎士クライスの一員となった。
1366年にテュンゲンの住民について初めて文献に記録され、1419年に最初の村の規則が施行された。テュンゲンは1465年に市に昇格し、市壁や塔を含む都市防衛施設の建設および都市制度の制定が許可された。ツンフトが形成され、週の市が開かれた。1551年から、領主の許しを得て宗教改革が行われた。これが、その後数世紀にわたる宗派間の大きな紛争の原因となった。特に三十年戦争の間に村の一部がヴュルツブルク司教領主の所領となり（行政はユリウスシュピタール）紛争は深刻化した。ユダヤ教の地方教団が16世紀に形成された。

### 19世紀から20世紀
テュンゲンは、ナポレオン戦争との関係で、1814年6月28日にバイエルン王国領となった。ツンフト制度は1825年に廃止された。都市権が取り消されることは、公式にはなかった。1846年に、現在も存続しているシュロスブラウエライ・テュンゲン（ブルワリー）がヴィルヘルム、ヴォルフガング、ハンスカール・テュンゲンによって設立された。ヴェルンタール鉄道開通後、1879年4月16日に最初の列車がテュンゲンを通過した。
1892年5月18日、バイエルン王太子ルートヴィヒ臨席の下、プラン広場にルートヴィヒスリンデ（ルートヴィヒのボダイジュ）が植樹された。
1923年にテュンゲンで開催されたバイエルンとドイツ国との共同のイベントで村の住民の紛争が起こり、一人の労働者が死亡した。
1933年に残っていた152人のユダヤ人のうち、多くは1940年までに移住して行ったが、少なくとも50人が逮捕され、殺害された。
1978年以降テュンゲンは、ツェリンゲン、ヒンメルシュタット、レッツシュタットとともに、ツェリンゲン行政共同体を形成している。

## 住民

### 人口推移
1988年から2018年までの間にこの町の人口は1,315人から1,340人へ、25人、約 1.9 % 増加した。
- 1961年: 1367 人
- 1970年: 1336 人
- 1987年: 1341 人
- 1991年: 1351 人
- 1995年: 1432 人
- 2000年: 1374 人
- 2005年: 1319 人
- 2010年: 1340 人
- 2015年: 1332 人

## 行政

### 首長
町長は、ローレンツ・シュトリフスキー (SPD) である。彼は2014年に前任者クラウス・エンツマン (Freie Wähler) から職を引き継いだ。彼は2020年3月15日の選挙で 56.5 % の票を獲得して再選された。

### 議会
テュンゲンの町議会は、12議席で構成されている。

### 税収
2018年の町の税収は、134万9千ユーロであった。このうち地価税が11万7千ユーロ、産業税が37万2千ユーロ、所得税が78万ユーロ、売上税が7万5千ユーロであった。

### 紋章
図柄: 紋章やや上部でくぼみのある分割線によって銀地と赤地に上下二分割。上部は、中に3本の赤い波打つ柱が描かれた金の横帯。下部は、2本の直立した金の穂の間に銀の歯車。
この紋章は銀地と赤地に二分割されている。ただし、最初にデザインした胸壁状の分割線ではなく、くぼみのある分割線で分けられている。これはこの集落の象徴的建造物としての城館を表している。上部（銀地）はテュンゲン＝ルッツ男爵家の紋章で、下部は赤地に、この町の農業を表す2本の金の穂の間に配された6本スポークの銀の歯車がこの町の工業（さらには産業）を象徴している。—紋章研究家 カール・ハース

## 経済と社会資本

### 経済構造
公式統計によれば、2018年6月30日現在、この町で働く社会保険支払い義務のある就労者は426人で、このうち343人が製造業、35人が商業および交通業に従事している。この町に住む社会保険支払い義務のある就労者の数は合計568人である。
また、2016年に8軒の農家があり、農業用地の面積は 661 ha であった。

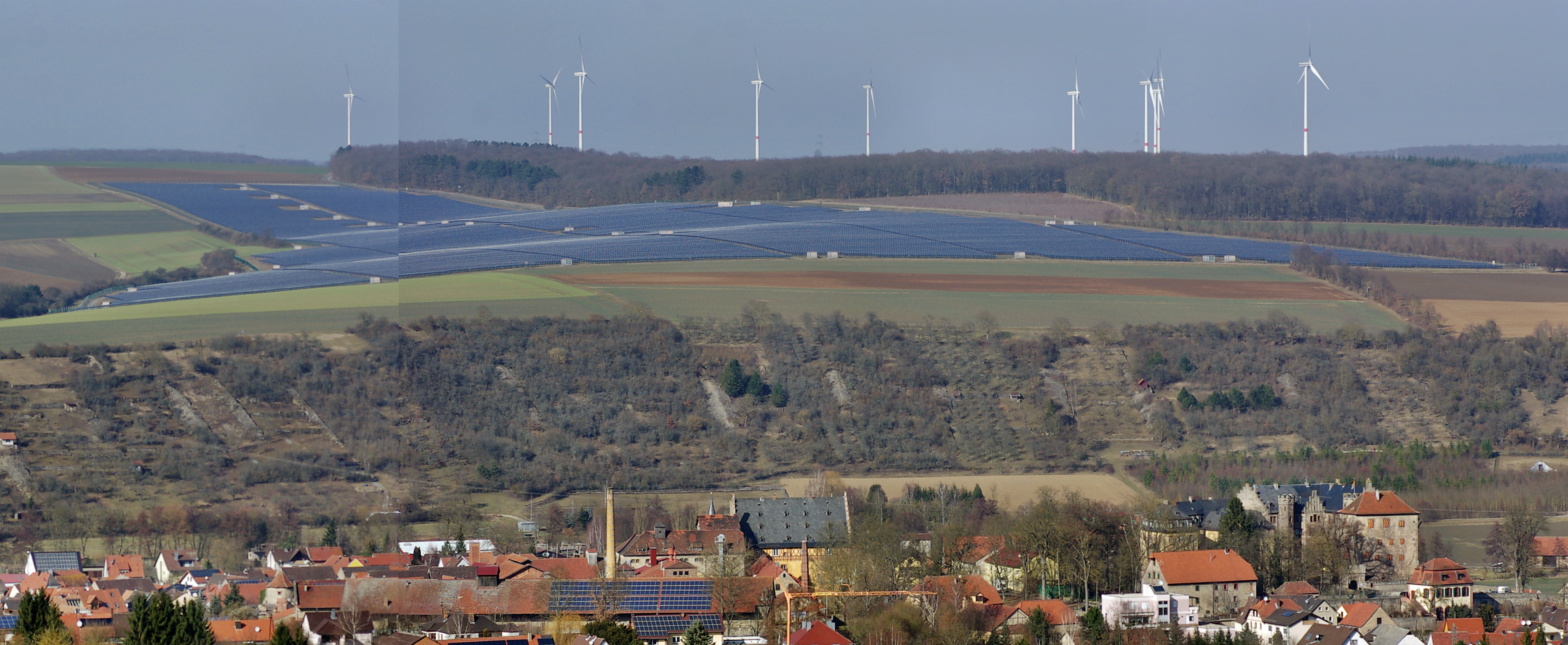
テュンゲンの太陽光発電所

「ホーフグート」の広さ約 40 ha の敷地に、2010年に当時としてはドイツで最大の「3万戸の電力を発電できる」太陽光発電所が設けられた。これは町の北側のリートベルクにあり、遠くからも見ることができる。

### 地元企業
- シュミッターグループ: 自動車部品サプライヤー
- アンマースバッハ GmbH: 建築技術
- フーゴ・ケンプフ GmbH & Co. KG: 製材所。ドレスデンの聖母教会の木材はこの工場で製材された。
- ヘルベルト・ビルンバウム・パン型工場 & パン窯技術 e.K.: 1847年創業の、ラタン/木製および合成樹脂製のパン型（この分野のトップメーカーである）、様々な製パン用オーブンや特殊機械。
- トラハテン＝ベンケルト: 服飾仕立て
- クレス＝バウ GmbH: 建設業者
- ブルクブラウエライ「ヘルツォーク・フォン・フランケン」（旧シュロスブラウエライ）: ビール製造
- フルーリ＝プラスト GmbH: 合成樹脂加工業

この他に小規模な会社や個人経営の会社が存在する。

### 交通
連邦道 B26号線がテュンゲンを貫いている。かつての旅館「シュヴァルツァー・アドラー」の高台で、ヴュルツブルク方面とを結ぶ連邦道 B27号線に通じる州道 St2437号線が B26号線に接続している。電化されたヴェルンタール鉄道は、ほぼ専ら貨物列車の運行に利用されている。夏季に運行される観光列車（ヴェルンタール鉄道で唯一の旅客列車）は、この路線を停車せずに走行する。駅舎は個人の住居として利用されている。
公共近郊交通: カールシュタット/ゲミュンデン方面およびアルンシュタイン/シュヴァインフルト方面にフランケン乗り合いバス交通のバスが運行している。

## 文化と見所

### 建築

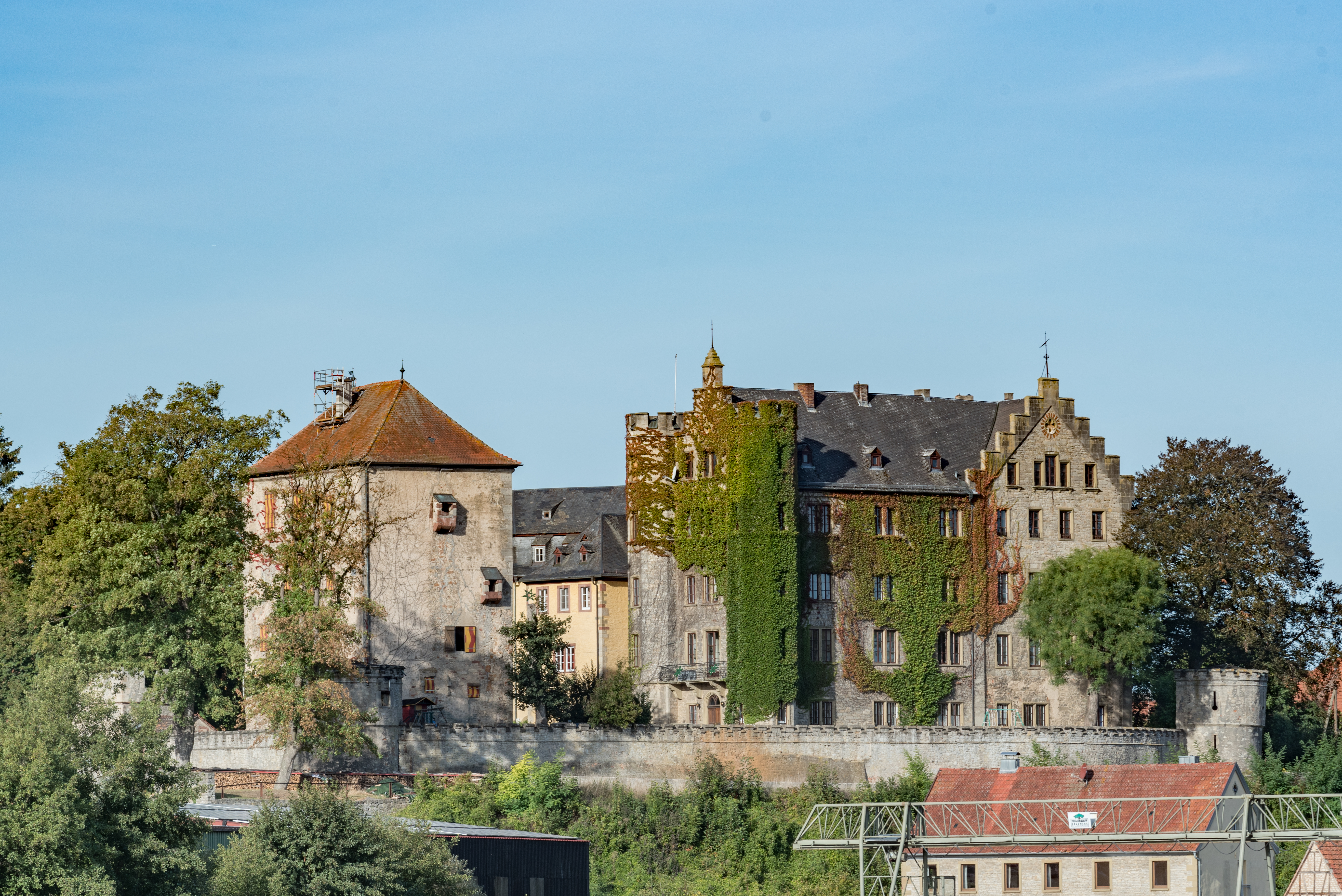
テュンゲン城館

ハウプト通りの東、やや荒れた公園内に16世紀に建設された「ブルクシュロス」とその増築部である「シュピタールシュロス」（やはり16世紀に建設されたが、19世紀にネオゴシック様式に増改築された）がある。この2つの建物は、いずれもテュンゲン男爵家の居館であった。その南に中世初期の城塞の遺構である「アルテ・シュトック」がある。ハウプト通りの西にある「ブルクジナー・シュロス」（ブルクジン城、同じく16世紀に建造された）は主に経済活動目的（所領経営、ビール製造）に利用されていた。
かつて（青い）スレート葺の屋根であったことから名付けられた「ブラウアー・トゥルム」（青の塔）には市壁の痕跡が遺っている。この塔は、近世初期にマイン川の航行や2本の古い街道を見張るために建設されたもので、レッツバッハへ向かう通りの脇にある小さな森に位置している。この塔へは、マイン遊歩道から青い塔の標識がある短く狭い小径を通って行くことができる。
町の中心にある福音主義聖ゲオルク教会は三十年戦争で破壊されたが、カトリックのユリウスシュピタールが所有権を主張したため、再建されたのは19世紀になってからであった。内部には、テュンゲン家の見応えのある墓碑が収められている。プラン広場の町役場も泡沫会社設立時代（19世紀後期）のものである。
オーバーガッセの旧シナゴーグは1938年に毀損された。戦後この建物は、手工業を営んでいたあるDDR-難民に売却された。現在は住居に改築されている。2007年11月に記念プレートが設置された。
ヴェルン川には歴史的な堰と「計量小屋」がある。堰は1950年代までは草地の灌漑に用いられていた。「計量小屋」はかつては家畜の計量が行われていた。

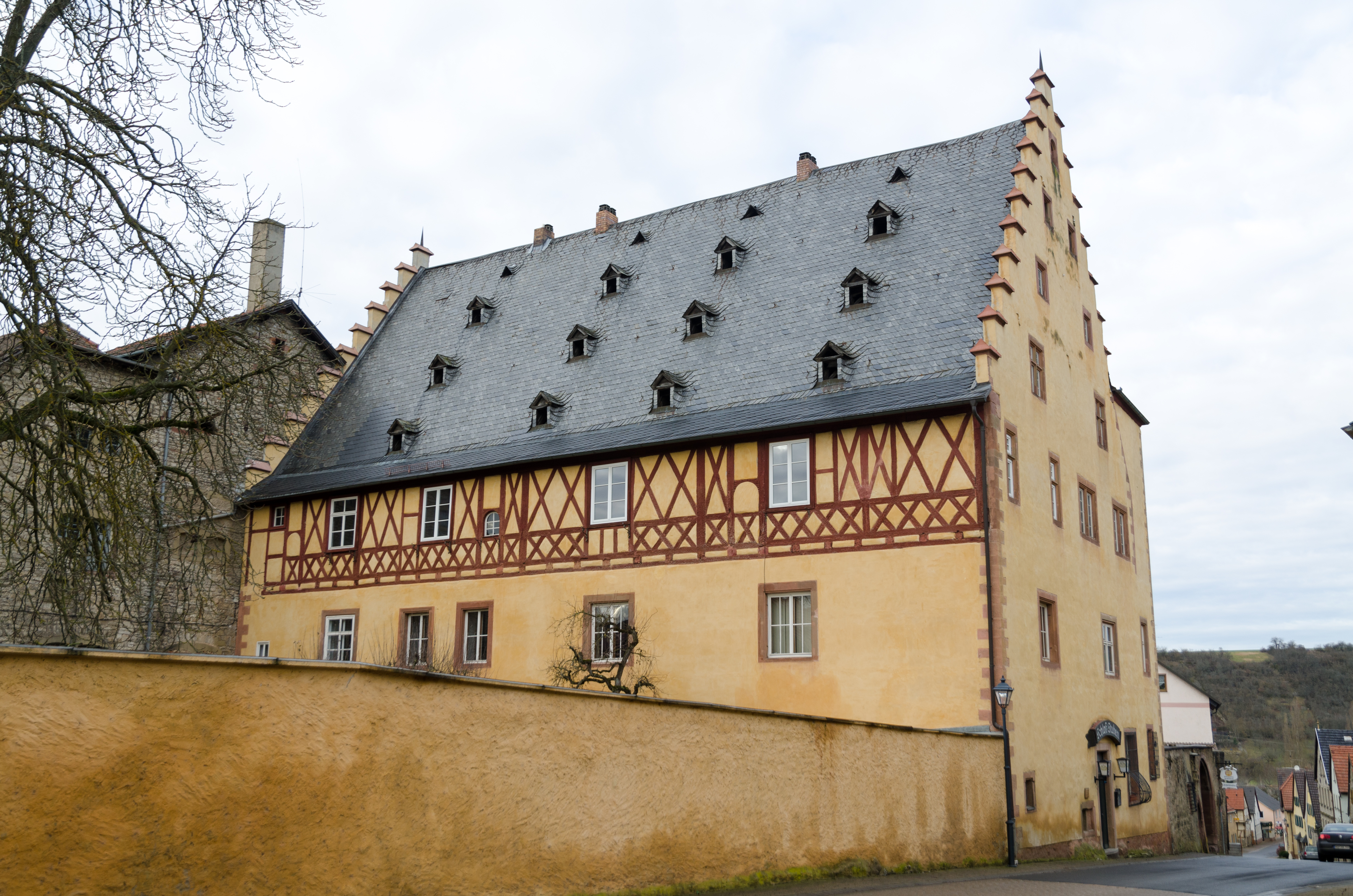
ブルクジン城
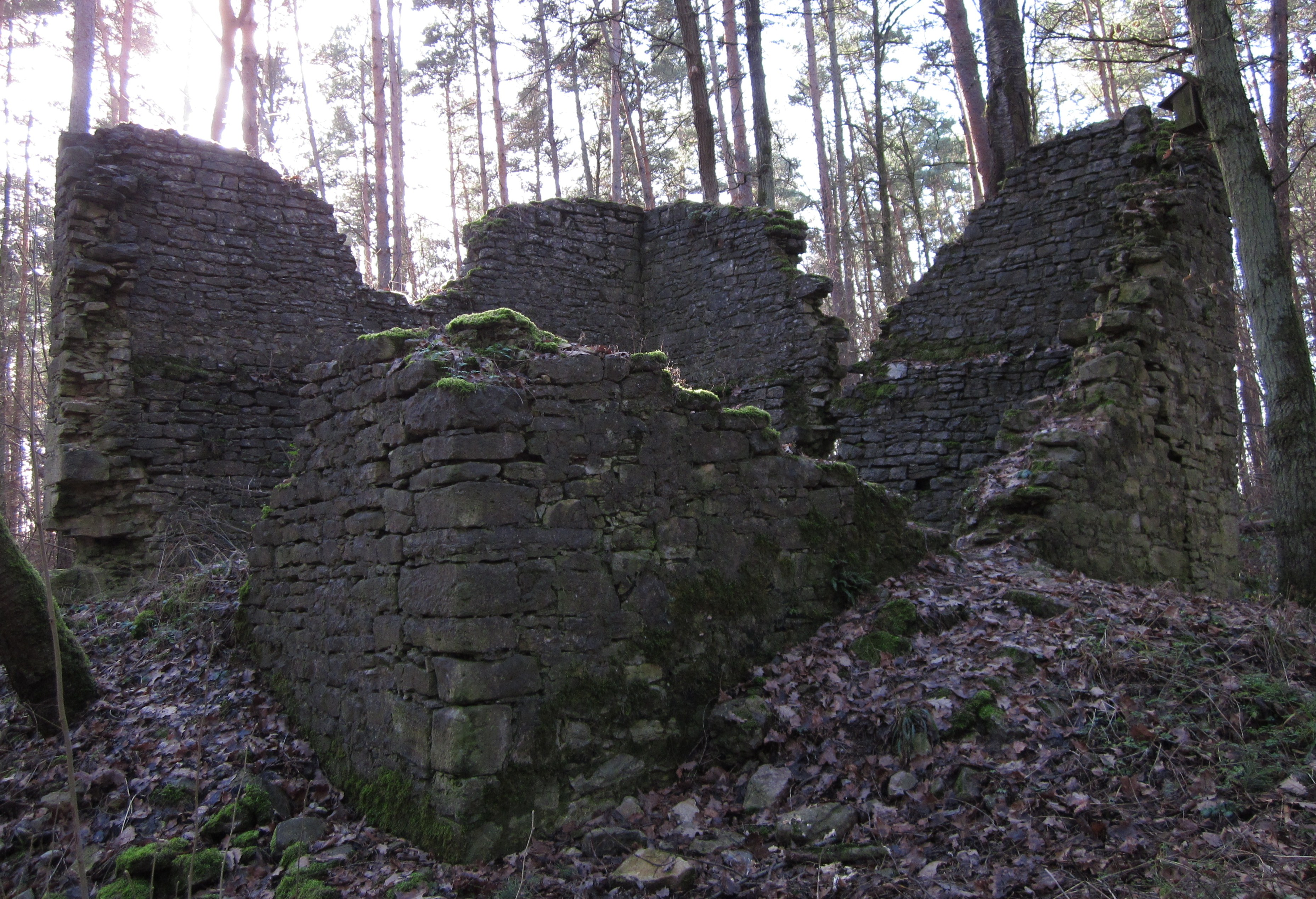
青の塔の遺構
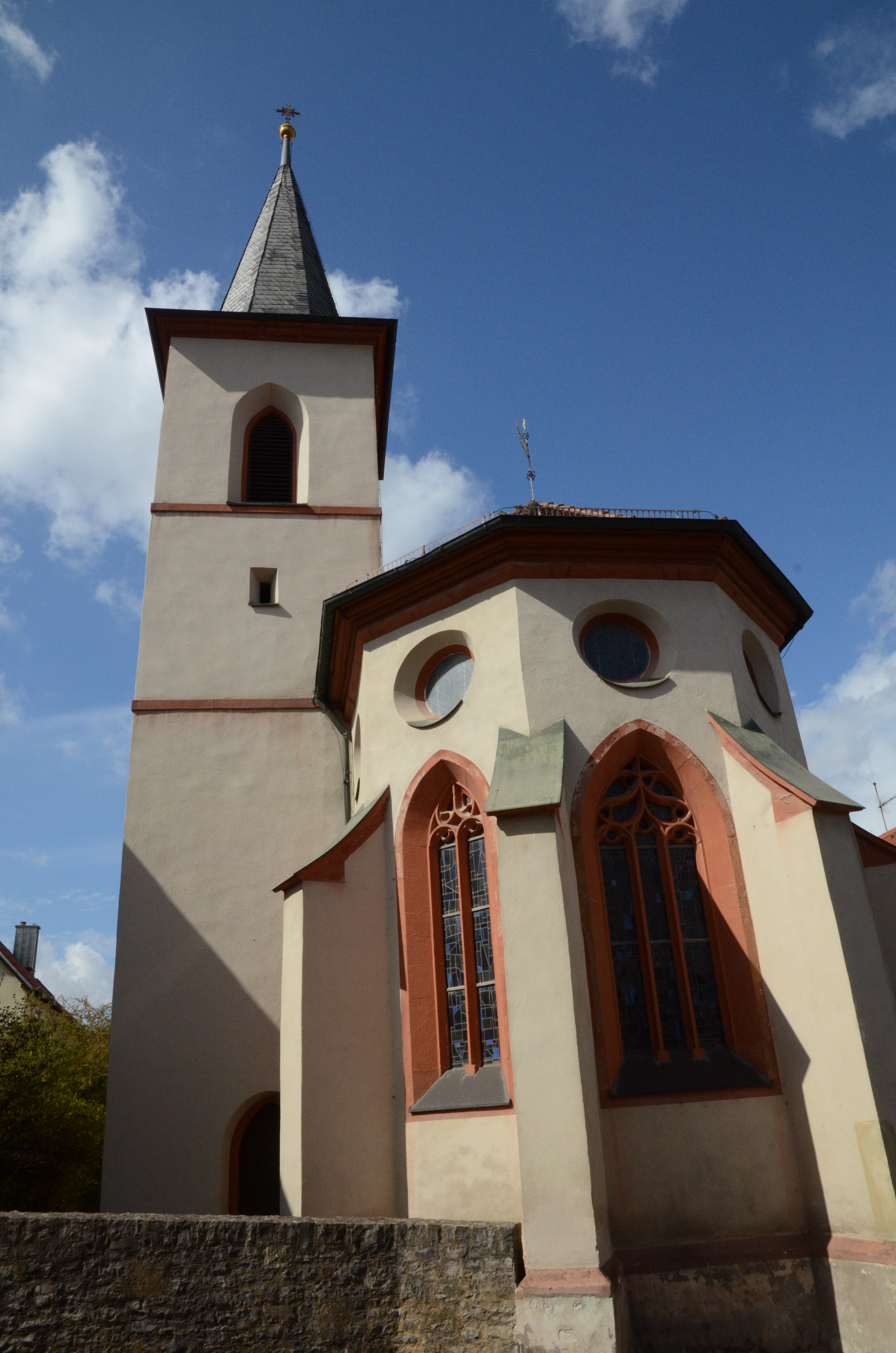
聖ゲオルク教会
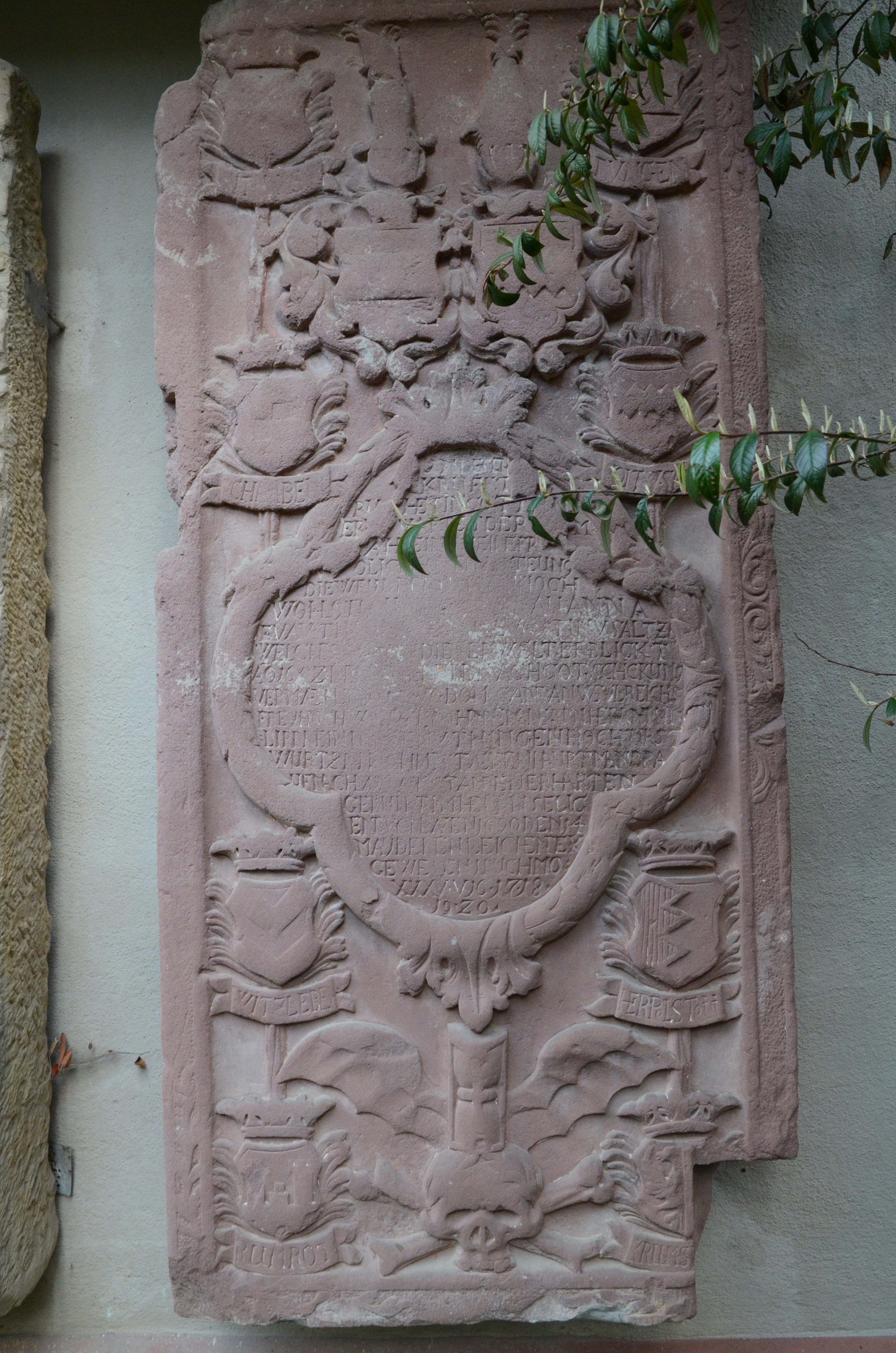
聖ゲオルク教会のテュンゲン家の墓碑

### クラブ・協会・団体
FC 1920 テュンゲンは、テュンゲンで最も大きなクラブである。このクラブには、サッカー、フェンシング、体操から、テニスや卓球まで様々な部門があり、多くのスポーツイベントや社交活動を行っている。特に若者への地蔵的な支援と協調に重点が置かれている。
FC 1920 テュンゲン e.V. は、毎年9月の最終週末に「テュンゲンの教会開基祭」を開催している。

### 教育
この町には以下の教育施設がある。
- 保育園: 定員65人に対して、園児数約58人（2019年）[15]
- 基礎課程学校: 教員数8人、生徒数126人（2018/19年）[16]

## 関連図書
- Fritz Kugler (1988). Thüngener Heimatbuch. Thüngen
- Hanskarl Frhr. von Thüngen (1988). Das Haus Thüngen 788–1988. Geschichte eines fränkischen Adelsgeschlechts. Würzburg: Echter Verlag. ISBN 978-3-429-01162-8